# Lakennijverheid in de Lage Landen

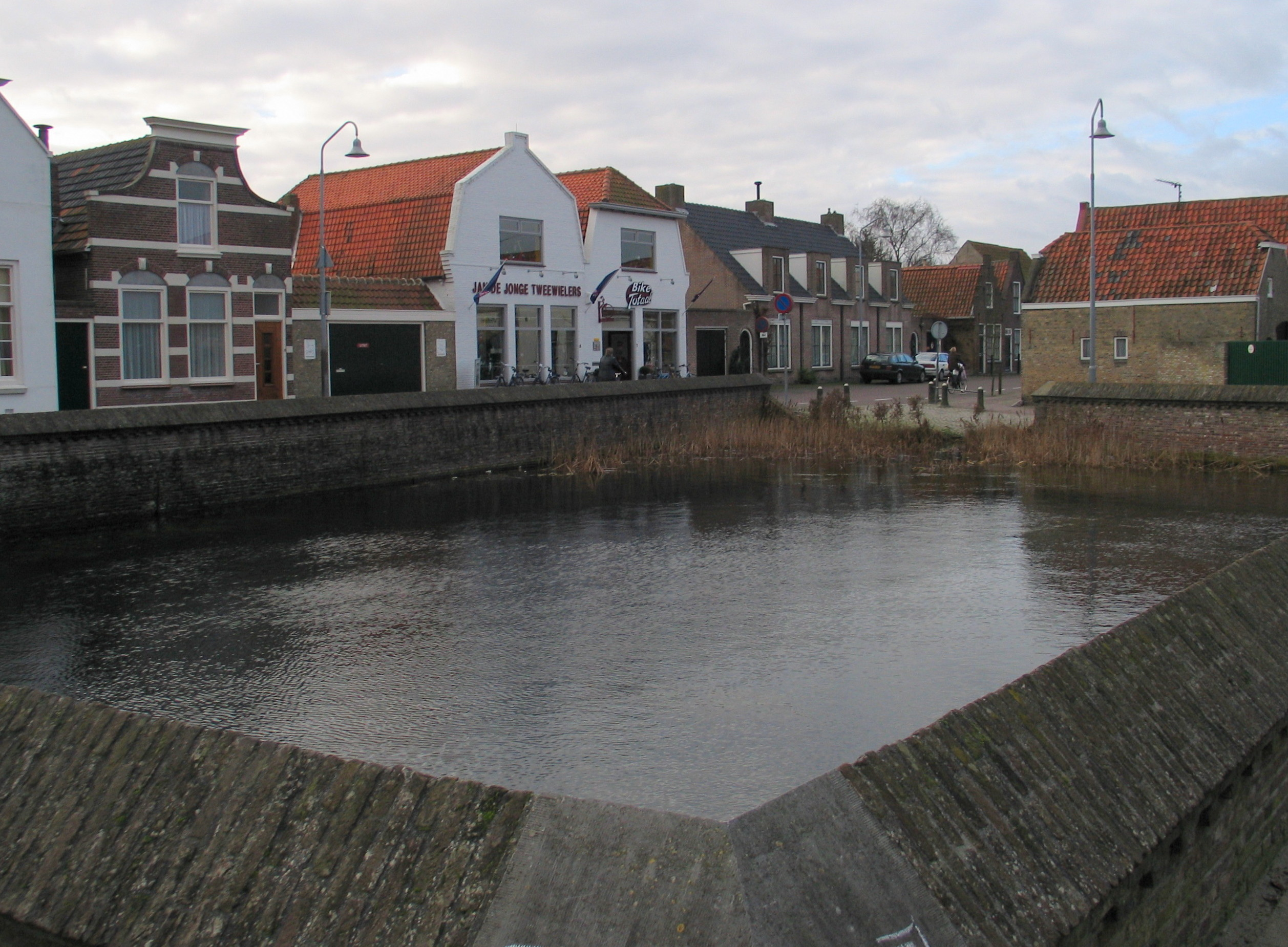
Middeleeuwse spoelput voor de lakenindustrie te Zierikzee

De lakenindustrie in de Lage Landen was een industrie die zich bezighield met het maken van wollen lakenstoffen. Tussen 1150 en 1400 vond de voornaamste productie plaats in diverse Vlaamse steden, maar na 1400 groeide de lakenindustrie van Leiden en Gouda uit tot de belangrijkste in Europa.

## Geschiedenis
In de kustgebieden van de Lage Landen hielden de bewoners van oudsher schapen. De stoffen uit wol en katoen werden van oudsher als huisnijverheid verwerkt tot kleding en dekens, voor eigen gebruik en soms voor een kleine klantenkring.
In de Romeinse tijd zou er al een belangrijke wolnijverheid hebben bestaan in de Civitas Atrebatum (dat eeuwen later het Graafschap Artesië zou worden). In 301 vaardigde keizer Diocletianus het Edictum de pretiis rerum venalium ("edict over de prijzen van koopwaren") uit als prijscontrole, waarin werd gepoogd om een lange lijst van goederen een vaste prijs te gegeven; in het hoofdstuk over verschillende soorten wol werd "wol van de Atrebates" op een bedrag van 200 denariën per pond gezet. In de derde eeuw schreven Romeinse bronnen over de kwaliteit van de mantels uit Turnacum (Doornik) en Nemetocenna (Arras/Atrecht).
De lakennijverheid werd al spoedig een zaak van gespecialiseerde ambachtslieden. De lakennijverheid had de neiging zich in bepaalde gebieden te concentreren, zoals Noord-Frankrijk (graafschap Artesië, Frans-Vlaanderen), het graafschap Vlaanderen en later het hertogdom Brabant en het graafschap Holland. Tot halverwege de 13e eeuw was de enige op export gerichte lakennijverheid in de Lage Landen te vinden in de grote Vlaamse steden. Vanaf 1250 kwam de lakenindustrie ook op in de kleinere Vlaamse steden, verbreidde zich naar Brabantse steden zoals Brussel en Leuven en kwam ook elders tot ontwikkeling zoals Mechelen en Maastricht. Hoewel er in steden zoals Maastricht al wel bewijs is van textielfrabricage in de 11e en 12e eeuw, wordt er pas van stedelijke textielindustrie gesproken wanneer de arbeidsdeling tussen stad en platteland enerzijds en binnen de stad zelf anderzijds voldoende is ontwikkeld (in Maastricht vanaf ongeveer 1276). Productiecentra specialiseerden zich vaak in één of enkele kwaliteiten en kleuren om de herkenbaarheid te vergroten.

### Graafschap Vlaanderen

#### Opkomst Vlaamse lakennijverheid (11e–13e eeuw)

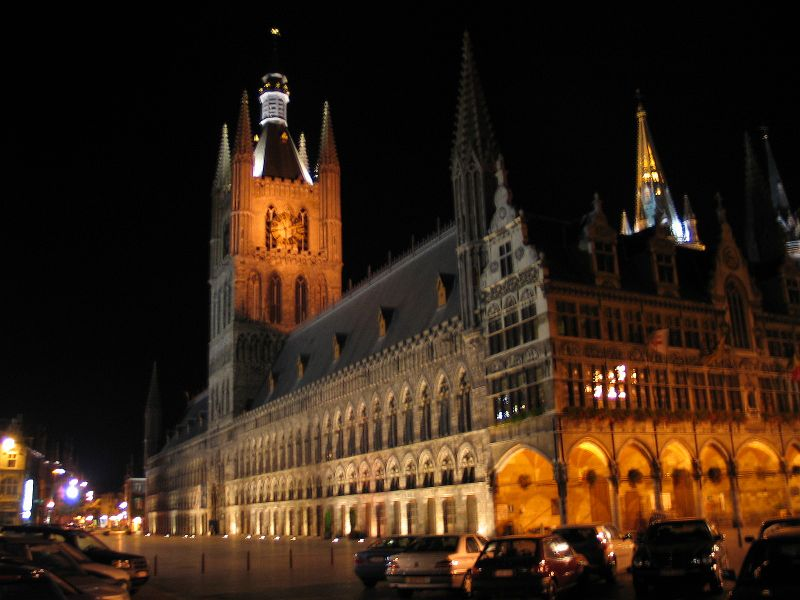
De 13e-eeuwse Lakenhalle van Ieper is een van Europa's grootste burgerlijke gebouwen in gotische stijl. (foto 2004)

In de elfde eeuw beleefde de Vlaamse lakenindustrie haar opgang, met Atrecht als koploper. Technologische vooruitgang en de internationale handel, waarvan het graafschap een van de centra was, droegen hieraan bij. Aan het einde van de 11e eeuw stonden steden verder noordwaarts in het graafschap voorop bij de ontwikkeling: (Rijsel, Dowaai en Sint-Omaars). Vanaf einde 11e eeuw zorgden de kruistochten ervoor dat het Vlaams laken bij heersers en de hoge adel van vele landen bekend raakte. De inventaris van een koning van Napels uit die tijd vermeldt lakens uit Aalst.
Halverwege de 13e eeuw waren Ieper, Wervik, Nieuwkerke, Brugge en Gent de bekendste Vlaamse lakencentra. Elke stad probeerde in een of andere specialiteit of variëteit uit te blinken. In de plaats Duffel werd een vervaardigingsproces ontwikkeld voor een dikke wind- en waterdichte wollen stof die bekend werd als Duffelse stof, naamgever voor de duffel jas of Leidse zeeduffel. Veel Vlaamse steden getuigen nog van de welvaart die de lakenindustrie bracht.
Voor de Vlaamse wevers kwam de beste wol uit Engeland. Er ontstond een intense wolhandel tussen Engeland en Vlaanderen. Die afhankelijkheid van de Engelse wol brak de Vlamingen vaak zuur op. Het stadje Veurne kende in de 12e en 13e eeuw een zeer snel groeiende lakennijverheid, waaraan echter een abrupt einde kwam tijdens een Engels-Vlaams conflict rond 1270. Vanaf 1300 probeerde men dan ook alternatieve aanvoerroutes te realiseren. Die werden gevonden in Schotland, waar met name vanuit Veere op gevaren werd.

#### Gent
Tot eind 13e eeuw werd het Gentse stadsbestuur beheerst door een kleine groep pratricische families, bekend als de 39 Gentse schepenen, waartegen de textielarbeiders vanaf ongeveer 1275 zich tegen gingen verzetten. Na de  Guldensporenslag (1302) tijdens de Vlaamse Opstand (1297-1305) verwierven de ambachten, met name de wevers, een belangrijke plaats in het nu door burgers beheerste stadsbestuur. In 1320 werden de wevers uit het Gentse bestuur gestoten en moesten belasting betalen.
Engelse koningen bemoeilijkten soms de uitvoer van wol of zetten deze tijdelijk stop om politieke druk uit te oefenen. Zo hief Jan zonder Land (regeerde 1199–1216) een accijns op de uitgevoerde wol en Eduard III kreeg te maken met ontevreden wolexporteurs toen hij de export verbood bij het uitbreken van de Honderdjarige Oorlog in 1337, omdat de Vlaamse graaf partij koos voor de koning van Frankrijk. De Vlaamse lakenindustrie drong er daarom op aan om juist een verbond te sluiten met Engelsen om de wolinvoer veilig te stellen. Dit leidde tot de Gentse opstand onder leiding van Jacob van Artevelde (1338–1345), die met steun van de wevers uit Gent (en later Brugge en Ieper) aan de macht kwam en in maart 1338 zijn belofte inloste om na het sluiten van een verdrag met de Engelse koning de wolimport te laten hervatten. Bovendien bereikte Artevelde dat Engeland schadevergoedingen betaalde voor de geleden schade aan de Vlaamse lakenindustrie en de belofte om neutraal te blijven in het Frans-Engelse conflict; tegelijkertijd schold de koning Filips IV de Vlaamse schulden aan de Franse kroon kwijt om te voorkomen dat het graafschap in het Engelse kamp werd gedreven. De pro-Engelse Artevelde botste echter steeds meer en de pro-Franse Vlaamse graaf Lodewijk van Nevers (die in 1342 naar Frankrijk vluchtte), vanaf 1340 gingen Vlaamse soldaten toch aan de Engelse zijde meevechten in de oorlog en ondertussen raakten het weversgilde en het voldersgilde op 2 mei 1345 op de Vrijdagmarkt slaags over hun tegenstrijdige economische belangen. Tijdens het gevecht op deze 'Quaden Maendach' vielen vele doden en de zegevierende wevers raakten in een machtsstrijd met Artevelde en vermoordden hem uiteindelijk. Bij een nieuw gildengevecht op Goede Disendach in 1349 versloegen de volders de wevers en kon de nieuwe graaf Lodewijk van Male zijn gezag herstellen, terwijl een uittocht van wevers de gehele textielsector van Gent in ernstige problemen bracht. Mede door toenemende concurrentie met Engelend verergerde het verval van de Gentse lakennijverheid na 1350. Tijdens de Bourgondische tijd zorgde onrust onder gilden in Gent voor nog enkele andere Gentse opstanden waarin de wevers en volders een belangrijke rol speelden.
Armoede, toen de aanvoer van wol vanuit Engeland weer opgedroogd door Oorlog van de Liga van Cognac, stimuleerde sterk de opkomst van anabaptisme en later het calvinisme. De Tachtigjarige Oorlog begon in het Westkwartier onder het textielproletariaat.

#### Geleidelijk verval Vlaamse lakennijverheid (14e–16e eeuw)
In de loop van de 14e eeuw begon de Ieperse lakennijverheid te vervallen. Het West-Vlaamse Tielt had een bloeiende lakennijverheid in de 13e en 14e eeuw, maar nadat het in 1383 tijdens de Gentse Opstand (1379-1385) door de Oost-Vlaamse Gentenaren werd platgebrand en ook van de 16e tot 18e eeuw regelmatig door oorlogsvoering werd geschaad, heeft de industrie zich er nooit kunnen herstellen. Kortrijk was vanaf de late middeleeuwen tot de 16e eeuw een belangrijk productiecentrum van goedkoop laken en schakelde daarna met succes over tot een vlasmarkt van de Leiestreek en behield tot in de 20e eeuw een aanzienlijke nijverheid voor fijn linnen. Laatbloeier Hondschote bereikte haar hoogtepunt van pas in de 16e eeuw en de lakenwevers ('saaien') van Hondschote speelden een belangrijke rol in de Reformatie.

### Hertogdom Brabant

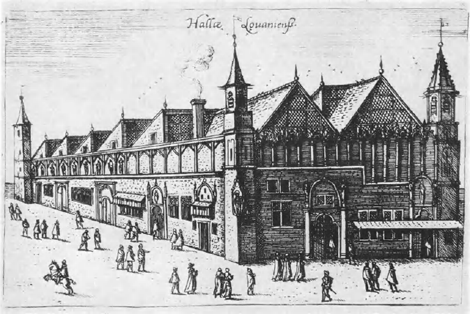
Lakenhalle van Leuven in de 16e eeuw

Vanaf het midden van de 13e eeuw kwam de lakennijverheid sterk op in Brabantse steden zoals Brussel en Leuven. Begin 14e eeuw was Brabant een belangrijke concurrent van Vlaanderen geworden, maar vanaf midden 14e eeuw zijn er aanwijzingen dat de lakenindustrie langzamerhand begon te vervallen. De neergang van de Leuvense lakenindustrie zorgde tussen 1360 en 1383 voor vele social onlusten in de stad, die haar politieke leidersrol in Brabant verloor, maar door de stichting van de Universiteit Leuven in 1425 (waarbij de Lakenhalle de Universiteitshal werd) werd zij in plaats daarvan het intellectuele centrum van de Nederlanden. De textielindstrie van Herentals in Midden-Brabant floreerde nog tot de 16e eeuw; de restanten van de 15e-eeuwse Lakenhal heten het Belfort van Herentals.

#### Brussel
In de 14e eeuw was het Brusselse laken een luxeproduct waarmee men zich aan de Europese hoven kleedde. Niet lang na het ontstaan van de stad, in de 12e eeuw, werd er waarschijnlijk al laken gemaakt in Brussel. Vochtige gronden in de omgeving waren ideaal voor schapenteelt. De nijverheid groeide en was vanaf de tweede helft van de 13e eeuw internationaal vermaard. Gearchiveerde historische documenten signaleren in 1265 een levering aan Venetië, en ook de Avignonse pausen en de Franse koningen bevoorraadden zich met Brussels laken. Wol werd geïmporteerd uit Engeland en Ierland, verfstoffen en aluin uit andere landen. In gans Europa was het Brusselse laken op het hoogtepunt in de 14e eeuw dé referentie. Daarna ging het vrij gestaag bergaf onder druk van Engelse en Normandische concurrentie. Brussel schakelde met succes over op de luxe-industrie van de wandtapijten, zoals eerder Atrecht en Doornik.

#### Lier
Lier had een bloeiende laatmiddeleeuwse lakennijverheid die eind 15e eeuw in verval raakte. De stad wist in de eerste helft van de 16e eeuw succesvol over te schakelen naar de nieuwe draperie met goedkopere lakens en linnenweverijen, waarmee de borduurwerkers uit Lier wereldberoemd werden, mede door de nabijheid van de economische metropool Antwerpen. Handel en industrie stortten in de tweede helft van de 16e eeuw in.

### Graafschap Holland

#### Leiden

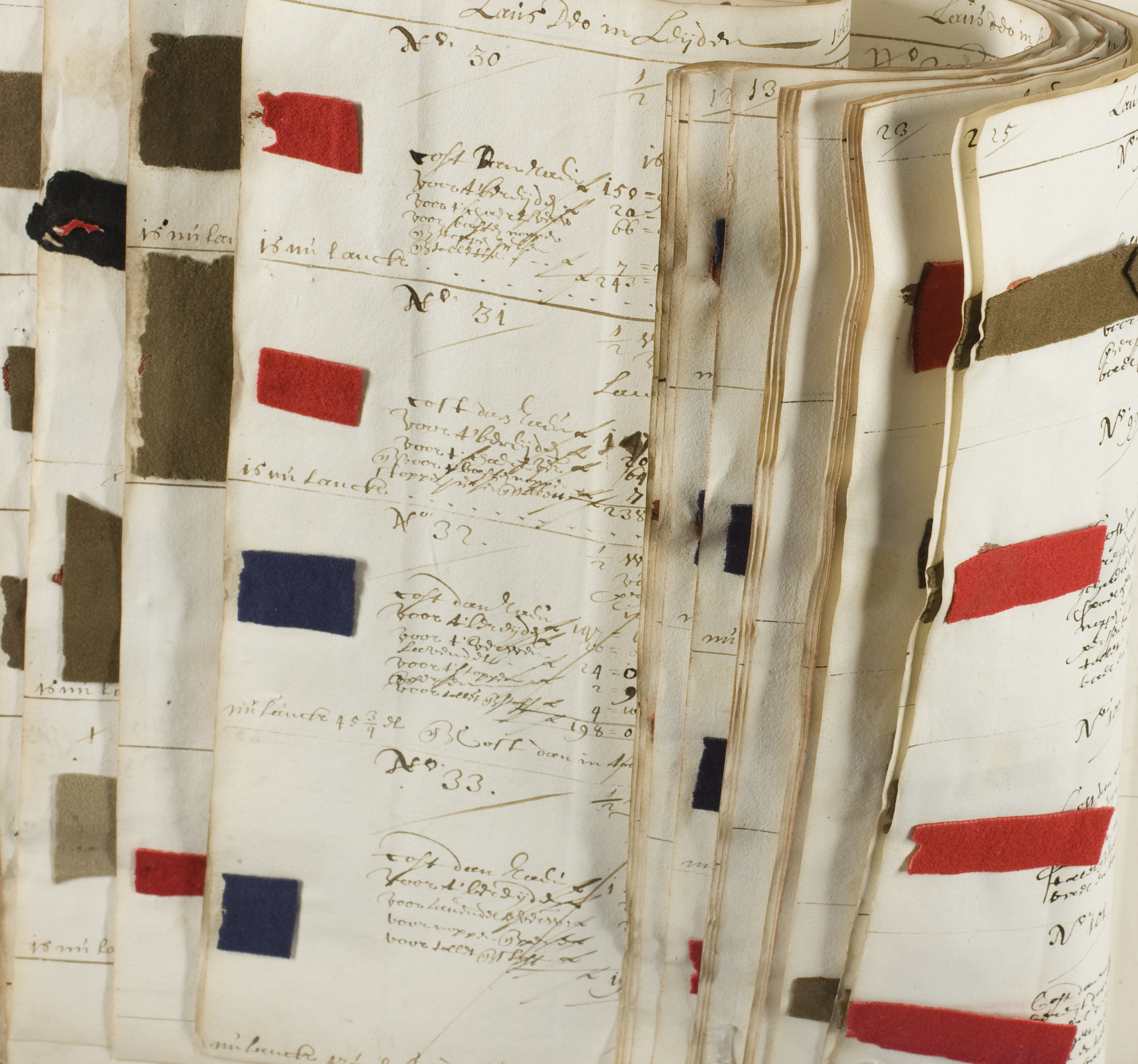
‘Stuck Boeck’ van Gomarus van Craeyenbosch, waarin hij tussen 1661 en 1671 zijn lakenhandel bijhield, samen met lakenmonsters in allerlei kleuren. Gomarus handelde door heel Europa en werd schatrijk. Na zijn dood liet hij geld na voor de stichting van het St. Jacobshof te Leiden voor armlastige echtparen, dat nog altijd bestaat. Het ‘Stuck Boeck’ is nu onderdeel van het archief van dit hofje.

In Leiden werd de productie voor het eerst op brede schaal op een bedrijfsmatige manier verbeterd en doeltreffender gemaakt. Er vond een verandering plaats van de vervaardiging als huisindustrie naar een verdeling in de verschillende stappen van het productieproces. Dat wil zeggen dat de vervaardiging niet meer binnen één bedrijf plaatsvond maar volgens een strikte taakverdeling, waarbij in diverse stappen halffabricaten werden geproduceerd. Sinds de dertiende eeuw worden de wollen stoffen gekeurd en van een keurmerk voorzien gegoten uit lood. Een "lakenlood" bestaat doorgaans uit twee ronde schijven die met elkaar verbonden zijn door een lip. Na keuring werden deze door stempelmeesters om de rand van de stof geslagen, aan de ene kant een kenmerk voor de stad, aan de andere kant informatie over de kwaliteit, kleur en afmeting van het weefsel. Het gehele productieproces stond dus onder strenge controle. Hiermee werd een constante hoge kwaliteit van het laken bereikt, waardoor Leids laken zeer gewild was. In 1417 besloot de Hanze, een Europees handelsverbond, dat alleen gekeurd Leids laken mocht worden verkocht.
Na 1500 nam de concurrentie uit andere delen van Europa toe, met name Engeland, dat oorspronkelijk alleen de wol leverde en de stof afnam. Men kopieerde het productieproces, de controle en keuring en verbeterde dat, waar mogelijk. Langzaam verloor Leiden haar leidende positie in de lakenproductie. In Italië werd Florence een belangrijk centrum van lakennijverheid.

#### Gouda

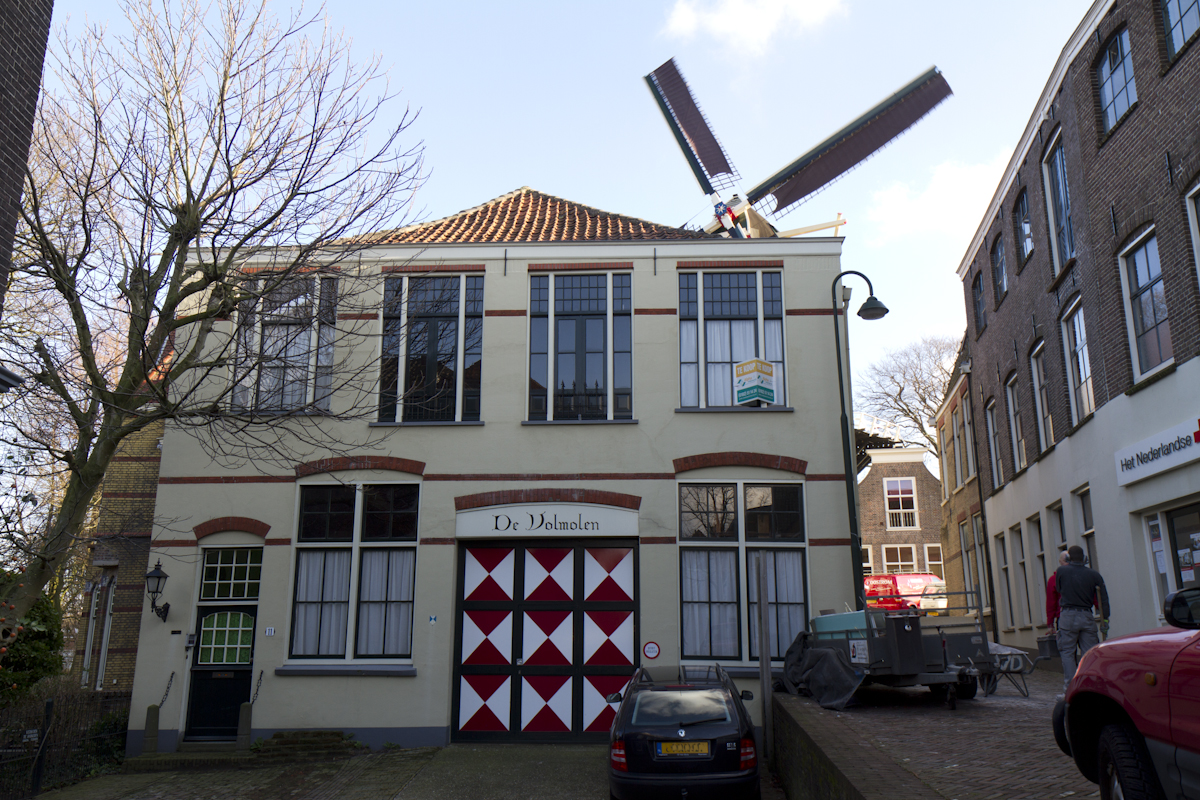
Grote Volmolen, Gouda. Een watermolen dreef de wolbewerkingsmachines aan, het water stroomde onder de werkplaats door.

Gouda bezat in de veertiende eeuw een belangrijke lakenindustrie en -handel. Er zijn vermeldingen aangetroffen van volders en 'ververs' in Goudse geschriften daterend uit 1331 en 1338, wat aangeeft dat er toen, maar waarschijnlijk al eerder, in Gouda laken werd geweven. De oudste keuren die bekend zijn dateren van 1391, wat aangeeft dat er toen sprake was van een belangrijke tak van nijverheid. In de loop van de vijftiende eeuw beleefde de Goudse lakenindustrie haar grootste bloei, al was zij nooit zo belangrijk als die van Leiden. In de zestiende eeuw brak er een moeilijke periode aan, toen de aanvoer van wol en de handel in laken bemoeilijkt werd door oorlog.
Na de Val van Antwerpen in 1585 tijdens de Tachtigjarige Oorlog in de Habsburgse Nederlanden, namen Vlaamse arbeiders hun intrek in Gouda. De Vlamingen mochten in Gouda hun werk verrichten volgens de keur van Brugge, wat in Leiden verboden was. Er werden hun daarvoor zelfs enige gebouwen van het Maria-Magdalena-klooster ter beschikking gesteld. Ook werden er werkplaatsen, compleet met ovens, ingericht. Daarmee verbeterde de toestand zich weer enigszins. De Vlamingen vervaardigden namelijk een lichtere kwaliteit en daarmee goedkopere stof. Deze beter concurrerende producten gingen vooral naar de landen in het zuiden van Europa. Omstreeks 1620 was de Goudse lakenindustrie tot de belangrijkste plaatselijke nijverheid uitgegroeid.

### Prinsbisdom Luik

#### Hasselt
In Hasselt, de hoofdstad van het Graafschap Loon (in 1366 ingelijfd door Luik), was er al sinds minstens het jaar 1303 sprake van een weversambacht. De Alde Lakenhalle was op de hoek van de Hoogstraat en de Fruitmarkt gevestigd; dit pand kreeg halverwege de 15e eeuw een andere functie. De Hasseltse lakennijverheid ging in de 16e eeuw ten onder; de nieuwe 15e-eeuwse Lakenhalle van Hasselt op de Grote Markt kreeg vanaf 1670 ook een reeks andere functies (waaronder stadhuis en rechtbank) en is sinds de 18e eeuw het Vergaderhuis van het Literair Genootschap.

#### Verviers
Het Prinsbisdom Luik (met uitzondering van het Loonse gebied) beleefde vanaf 1500 een economische renaissance, waarbij verschillende exportindustrieën waaronder de lakennijverheid rondom Verviers tot bloei kwamen. Luik ondervond echter toenemende concurrentie vanuit het buitenland, voornamelijk toen vanaf de 18e eeuw de regering van de Oostenrijkse Nederlanden de invoerrechten steeds duurder maakte om de eigen industrie met mercantilisme te beschermen en met de aanleg van een degelijke wegennet de binnenlandse logistiek bevorderde. Om de hoge importtarieven te omzeilen en omdat de Luikse regering te weinig middelen had om goede wegen aan te leggen, vervoerden veel Luikse exporteurs hun goederen via de rivier de Maas, die daardoor overbelast raakte. De wolnijverheid van Verviers en de omliggende Vesdervallei bleef nog lang bloeien tot de jaren 1960, waarna deze aftakelde.

### Tweeherigheid van Maastricht
De Tweeherigheid van Maastricht was het gebied rondom Maastricht dat sinds 13e eeuw gezamenlijk werd bestuurd door de Luikse prins-bisschoppen en de Brabantse hertogen. Er is in de stad al wel bewijs van textielfrabricage in de 11e en 12e eeuw, maar er kan pas worden gesproken van een stedelijke lakennijverheid door een voldoende ontwikkelde arbeidsdeling vanaf ongeveer 1276, het jaar waarvoor er voorschriften voor Maastrichtse lakenwevers zijn gevonden. Er zijn weinig gegevens bekend over hoe omvangrijk de lokale lakensector was; J. Koreman (1962) schatte dat er in 1448 zo'n 240 meesterwevers in Maastricht werkzaam zouden zijn geweest, maar daar moeten nog alle andere verwante beroepen (droogscheerders, volders enzovoort) bij worden opgeteld om een compleet beeld te krijgen van de gehele lakenindustrie in de Maasstad. Aangezien het aantal volmolens aan de Maas en de Jeker tussen 1400 en 1446 snel toenam en het aantal (geïmmigeerde) volders ook snel groeide in dezelfde tijd, is het waarschijnlijk dat de Maastrichtse lakennijverheid in de eerste helft van de 15e eeuw een opmerkelijke uitbreiding kende. Rond 1500 was Maastricht bovendien een stapelplaats geworden voor uit Hessen en Thüringen afkomstige ruwe wol, die vervolgens werd doorgevoerd naar Brabant en Vlaanderen. De lakennijverheid was de economische ruggengraat van de Tweeherigheid tot midden 16e eeuw (daarna werden er ook enige tijd leerproducten geëxporteerd) en de ambachten hadden grote invloed in het stadsbestuur, zodanig dat dit een zekere democratische inrichting kende. Tijdens de Tachtigjarige Oorlog werd Maastricht in 1579 belegerd door het Spaanse leger onder Parma, waardoor de stad enstig werd beschadigd en de bevolking werd gehalveerd door moord, honger, ziekten en emigratie. De lakennijverheid ging ten onder, de ambachten verloren alle politieke invloed en de Maasstad werd voortaan gereduceerd tot een vesting met een voornamelijk militaire functie.

### Weerter laken
In 1378 kregen wevers in de heerlijkheid Weert (rondom Weert in huidig Nederlands Limburg, dat in 1414 stadsrechten kreeg) toestemming tot de oprichting van een wolambacht, dat door de teloorgang in de Vlaamse en Brabantse steden en door Weerts ligging langs twee oost-westwegen tot grote bloei kwam. Tussen 1450 en 1550 was Weert een belangrijk handelscentrum voor het zogeheten Weerter laken. Vanuit de lakenhallen Halle van Weert in Bergen op Zoom en De Stadt van Weert in Antwerpen werd het Weerter laken zelfs geëxporteerd naar Engeland en Frankrijk.

## Het lakenzegel

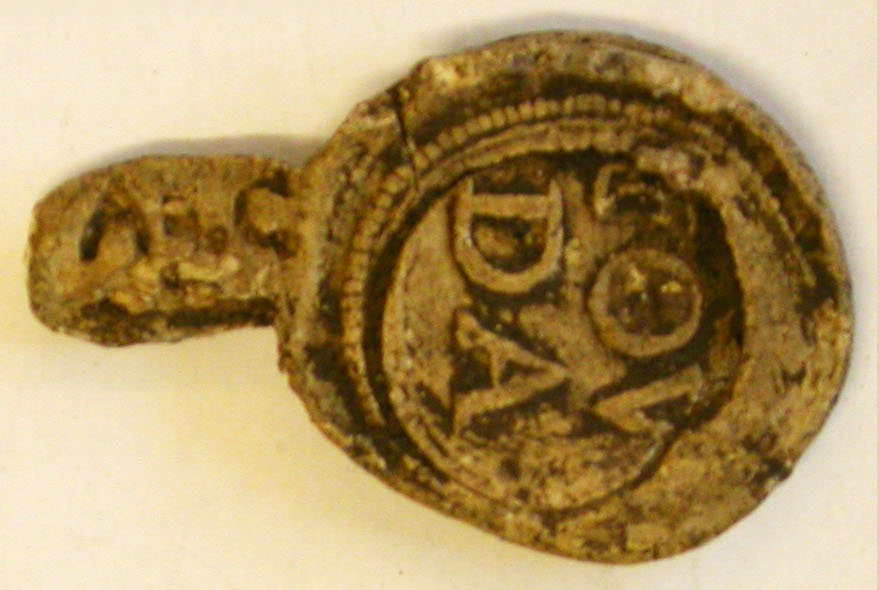
Gouds lakenzegel 17e eeuw "HEPERSEE[R]/[K]", gevonden in Northumberland, Engeland (detail)

Belangrijk element in het succes van de Nederlandse lakennijverheid was het bestaan van bindende juridische regelingen voor kwaliteitscontrole. De controle was in handen gelegd van keurmeesters, de waardijns, die werden ontslagen als ze hun werk niet goed deden. Bedrijven die ondermaats werk leverden draaiden op voor de kosten.
De keurmeester controleerde een klein stuk van een partij stof, de staal, en als de stof goed was bevonden, kreeg het een keurzegel, als teken dat de partij was goed gekeurd.
In de Goudse verordening "Keuren op de draperie" wordt doeltreffend verwoord welke functie de lakenzegels en de keurmeesters hadden. Bij hun aanstelling moest de waardijn zweren:  'alle laeckenen, die qualick gheverwet zijn, alle laeckenen, die te groff van hair zijn, ende alle onghelijcke laeckenen (...) onghesegelt te laeten.' Het loodzegel diende dus om de goede kwaliteit te garanderen.
De beste kwaliteit was de puik, het voorlaken was van mindere kwaliteit. Op het lood werd aangegeven in welke categorie het desbetreffende laken viel. De streng gereglementeerde controle zorgde ervoor dat kopers volkomen vertrouwden op de gegevens die het lood vermeldde zonder het laken zelf aan een 'test' te hoeven onderwerpen. Zo werd een goede naam opgebouwd die de internationale handel sterk aanjaagde. Aan het eind van de zestiende eeuw was één lood niet meer voldoende om alle informatie te bevatten die van belang was, zoals lengte, kwaliteit, plaats van productie, het verfprocedé.
Als het staallood aan het laken was gehecht, mocht niet meer aan de stof gewerkt worden. Het staallood was dus het laatste zegel aan het laken, maar het was zeker niet het eerste. Na iedere deelbewerking werd het laken gekeurd. 'Die wever of volre of verwer of droechscherer' deed na zijn werk een lood met zijn huismerk aan de stof om het door de waardijns te laten keuren. Na goedkeuring hechtten zij er een lood aan met het stadswapen en kon het laken naar de volgende bewerking, of terug naar degene die zijn werk niet goed had verricht. In dat geval werd het lood van een klop -een inslag- voorzien, waaruit de bewerker af kon leiden wat eraan schortte. Bijvoorbeeld de D duidde op een te dunne stof.
Het mag duidelijk zijn dat de keurmeesters geen loopje met zich lieten nemen. Je moest daarom ook niet met slechte kwaliteit aankomen. In het keurboek waren voor dat geval (privaatrechtelijke) maatregelen en boetes vastgelegd. Als het  'laecken an den raem' geen lood 'creech by sculde van den verwer' ging hem dat 'poene' kosten. Kreeg hij zelfs geen klein lood -de grootte van het lood speelde een rol in de rangorde- dan moest de verver het laken overnemen voor de prijs van een laken met een 'vol' -lees: groot- lood. De deelbewerker was dus gewaarschuwd.
De waardijns maakten gebruik van verschillende loden. Verschillend qua grootte, qua klop en qua afbeelding. Ieder kenmerk van het laken kon op het zegel aangegeven worden. Illustratief is het volgende voorbeeld. Wilde men van 'grauwe wol' een voorlaken maken, dan moesten de keurmeesters  'die laeckenen teyckenen mit een sonderlinge loot' .
De deelbewerkers hebben tevens bijgedragen aan de verscheidenheid aan verschijningsvormen van de loden. Naar vorm zijn de pijp- en pinneloden te onderscheiden. De pijploden zijn langwerpige loden die om een aantal gesponnen draden werden geklemd van bollen die uit de spinnerij kwamen. Met name voor de wevers was dit type lood van belang om een goede keus bij de inkoop te kunnen maken. Een pijplood van Goudse makelij is niet bekend. De meest voorkomende loden zijn de pinneloden. Deze bestaan uit twee ronde schijfjes, verbonden door een lip, die op elkaar werden geklemd. De pin van de ene schijf paste in het gat van de andere.
De belangrijke plaats die de keurmeester in de lakenhandel innamen blijkt uit het feit dat het Amsterdamse lakengilde in de 17e eeuw opdracht gaf aan de plaatselijk als goed bekend staande  kunstschilder Rembrandt van Rijn, een groepsportret van de Amsterdamse waardijns te maken, bekend geworden als De Staalmeesters.